# Alexei Timoshkin
Alexei Timoshkin (27 de julio de 1971) es un deportista ruso que compitió en judo. Ganó una medalla de bronce en el Campeonato Europeo de Judo de 1993 en la categoría de –78 kg.

## Palmarés internacional
| Campeonato Europeo | Campeonato Europeo | Campeonato Europeo | Campeonato Europeo |
| Año                | Lugar              | Medalla            | Categoría          |
| ------------------ | ------------------ | ------------------ | ------------------ |
| 1993               | Atenas (Grecia)    | Medalla de bronce  | –78 kg             |